# Rhynchocyclinae
Rhynchocyclinae es una subfamilia de aves paseriformes perteneciente a la familia Rhynchocyclidae, que agrupa a dos géneros con nueve especies situadas antes en la familia Tyrannidae y cuya separación ha sido propuesta con base en estudios recientes. Sin embargo, esta separación no ha sido adoptada todavía por las principales clasificaciones. Son nativas de la América tropical (Neotrópico), donde se distribuyen desde el sur de México hasta el norte de Argentina. 

## Taxonomía
Los amplios estudios genético-moleculares y morfológicos realizados por diversos autores, destacando Tello & Bates (2007) y Tello et al. (2009), descubrieron una cantidad de relaciones novedosas dentro de la familia Tyrannidae que todavía no están reflejados en la mayoría de las clasificaciones. Siguiendo estos estudios, Ohlson et al. (2013) propusieron dividir Tyrannidae en 5 familias, entre las cuales Rhynchocyclidae, por su vez dividida en 3 clados (subfamilias) bien caracterizados filogenéticamente, uno de las cuales es Rhynchocyclinae y los otros Pipromorphinae y Todirostrinae. El Comité Brasileño de Registros Ornitológicos (CBRO) adopta dicha subfamilia, mientras el South American Classification Committee (SACC) aguarda propuestas para analisar los cambios.

## Lista sistemática de géneros
La composición de este clado está muy bien soportada por datos genético-moleculares, por la morfología externa y de la siringe y por la estructura del nido. Según Ohlson et al. 2013, agruparía a los siguientes géneros:
- Rhynchocyclus
- Tolmomyias